# A2100
A2100とは、1990年代以降にロッキード・マーティン・スペースが生産している静止通信衛星向けの衛星バスである。A2100バスを利用した最初の衛星AMC-1は1996年8月9日に打ち上げられた。
A2100は通信衛星の様々なニーズに対応している。それには、Kaバンドを使ったブロードバンド通信やブロードキャスト、CバンドやKuバンド機材を使用した固定衛星サービス、Kuバンドでの高出力の直接ブロードキャストサービス、UHF・Lバンド・Sバンド機材を使用したモバイル衛星サービスなどが含まれる。その用途は通信衛星にとどまらず、気象衛星GOES-Rや測位衛星GPSブロックIIIAでも利用されている。

## 姿勢制御と推進
A2100衛星バスの姿勢制御システムは、リアクションホイールと、小型の一液式ヒドラジンエンジンからなる。ヒドラジンは直径0.90メートルの中央タンクから供給される。中央タンクは顧客の求めに応じて最大2.0メートルの長さまで選択できたが、後に最大2.55メートルまで選べるようになった。
アポジエンジンとしては、ヒドラジンと四酸化二窒素を使用する二液式ロケットを使用する。ヒドラジンは前述の中央タンクから、四酸化二窒素は直径0.54メートル長さ最大1.65メートルのタンクから導かれる。軌道の維持は小型のヒドラジンエンジンとイオンエンジンで行う。